# Wellenohrspecht
Der Wellenohrspecht (Celeus galeatus) ist eine Vogelart aus der Familie der Spechte (Picidae). Das relativ kleine Verbreitungsgebiet ist auf das östliche zentrale Südamerika beschränkt und umfasst den Südwesten Brasiliens, den angrenzenden Osten von Paraguay sowie den äußersten Nordosten Argentiniens. Der Wellenohrspecht bewohnt alte tropische Laubwälder, vor allem Urwälder, aber auch gestörte und selbst durch selektive Holznutzung beeinflusste Urwälder, solange der Waldcharakter nicht stark beeinträchtigt wird. Die vor allem in der mittleren und unteren Baumschicht gesuchte Nahrung besteht unter anderem aus Käferlarven.
Der Bestand ist durch Habitatzerstörung wahrscheinlich stark zurückgegangen und die Verbreitung fragmentiert worden. Vermutlich umfasst der Bestand weniger als 10.000 Individuen und ist weiterhin rückläufig. Der Wellenohrspecht wird von der IUCN daher als gefährdet („vulnerable“) eingestuft.

## Beschreibung
Der Wellenohrspecht ähnelt im Habitus dem auch in Mitteleuropa heimischen Schwarzspecht, ist jedoch erheblich kleiner und die Färbung weicht deutlich ab. Es sind mittelgroße Spechte mit einem langen und steifen Schwanz, der zur Spitze hin nach vorn gebogen ist, und einer ausgeprägten, nach hinten ausgezogenen Federhaube. Der Schnabel ist recht lang, leicht meißelförmig zugespitzt und an der Basis relativ breit. Der Schnabelfirst ist nach unten gebogen. Die Körperlänge beträgt 27–28 cm, das Gewicht etwa 124 g; sie sind damit kleiner und deutlich leichter als ein Grünspecht. Die Art zeigt bezüglich der Färbung einen schwachen Geschlechtsdimorphismus. Weibchen haben zudem einen etwas kleineren Schnabel als die Männchen, Flügel und Schwanz sind hingegen geringfügig länger.
Bei Männchen sind oberer und mittlerer Rücken, Schulterfedern und Oberflügeldecken einfarbig bräunlich schwarz bis schwarz. Unterer Rücken, Bürzel und die sehr langen Oberschwanzdecken sind cremebeige, oft mit einem zimtfarbenen Ton. Nicht selten zeigen der untere Rücken und gelegentlich auch der Bürzel auf diesem Grund einige dunklere Binden. Die Schwingen sind oberseits ebenfalls bräunlich schwarz, die inneren Armschwingen haben zimtfarbene Basen. Der Oberschwanz ist schwarz. Der Bereich von der unteren Kehle bis zur oberen Brust ist schwärzlich mit zimtfarbener Bänderung, die übrige Rumpfunterseite ist auf weißlich beigem bis zimtbeigem Grund schwarz gebändert. Die Schwingen sind unterseits graubraun mit zimtfarbenen Basen der inneren Armschwingen; die ebenfalls zimtfarbenen Unterflügeldecken sind in variablem Umfang schwarz gebändert. Der Unterschwanz ist mattschwarz.
Die Stirn ist zimtfarben. Ober- und Hinterkopf sowie die lange Haube sind rot, gelegentlich sind hier einige beige oder schwarze Federbasen erkennbar. Die Zügelregion ist rostig zimtfarben, der Bereich unterhalb des Auges und die Ohrdecken sind auf ebenfalls rostig zimtfarbenem Grund fein wellenartig quer gebändert. Der Bartstreif ist rot mit zimtfarbenen und schwarz gebänderten Federbasen. Die Rotfärbung ist von dort häufig bis unter das Auge, bis zu den vorderen Ohrdecken, bis zur Kehle und gelegentlich selbst bis um die hinteren Ohrdecken herum ausgedehnt und verbindet sich in letzterem Fall mit der roten Federhaube. Ein breites weißes Band zieht sich von der hinteren, unteren Grenze der Ohrdecken über die Halsseite bis zur oberen Brustseite. Kinn und obere Kehle sind rostig zimtfarben.
Weibchen fehlt der rote Bartstreif und auch jede weitere Rotfärbung der Kopfseite, diese Bereiche sind wie die übrige Kopfseite auf rostig zimtfarbenem Grund fein wellenartig quergebändert.
Der Schnabel ist grau bis graublau mit hellerer elfenbeinfarbener Spitze. Beine und Zehen sind dunkelgrau. Die Iris ist braun.

## Lautäußerungen
Häufigster, wahrscheinlich revieranzeigender Ruf ist eine laute, durchdringende Reihe von 2 bis 6 Lauten wie „kerr kerr kerr kerr kerr“. Der Paarkontakt wird mit weniger lauten und traurig klingenden Rufen wie „tu-hu-u-u-u-u“ erhalten. Die leisen, gleichmäßigen Trommelwirbel dauern nur etwa 1,5 Sekunden.

## Verbreitung und Lebensraum

Verbreitungsgebiet

Das relativ kleine Verbreitungsgebiet ist auf das östliche zentrale Südamerika beschränkt und umfasst den Südwesten Brasiliens, den angrenzenden Osten von Paraguay sowie den äußersten Nordosten Argentiniens. Die Größe des Gesamtverbreitungsgebietes wird auf 184.000 km² geschätzt.
Der Wellenohrspecht bewohnt alte tropische Laubwälder, vor allem Urwälder, aber auch gestörte und sogar durch selektive Holznutzung beeinflusste Urwälder, solange der Waldcharakter nicht stark beeinträchtigt wird.

## Systematik
Bis Anfang 2016 stand der Wellenohrspecht in der Gattung Dryocopus. Zwei Studien aus dem Jahr 2015 weisen ihn jedoch als Vertreter der Gattung Celeus aus. Die innerartliche Variabilität ist sehr gering und es werden keine Unterarten anerkannt.

## Lebensweise
Über die Lebensweise der Art ist sehr wenig bekannt. Wellenohrspechte werden einzeln oder in Paaren angetroffen. Die Nahrungssuche erfolgt an häufig mit Moos oder Flechten bewachsenen Ästen mit 2–30 cm Durchmesser; im Inneren des Waldes meist in der mittleren Baumschicht in 14–15 m Höhe, an Waldrändern auch niedriger bis in 2–5 m Höhe. Die Nahrung besteht unter anderem aus Käferlarven. Sie wird durch das Abschlagen von Rinde, Hacken, Sondieren und gelegentlich durch Ablesen erlangt. Anders als die meisten Vertreter der Gattung Dryocopus hämmern Wellenohrspechte nur gelegentlich und wenig ausdauernd und schlagen keine großen Löcher in das Holz.
Die Fortpflanzung erfolgt offenbar von September bis Februar. Die Höhlen werden anscheinend erstaunlich niedrig in nur 2–3 m Höhe angelegt. Weitere Angaben zur Brutbiologie liegen bisher nicht vor.

## Bestand und Gefährdung
Gesicherte Angaben zur Größe des Weltbestandes sind nicht verfügbar. Die Art ist wenig auffällig und während des größten Teils des Jahres stumm, sie ist daher schwer nachweisbar und wird vermutlich untererfasst. Durch die auch weiterhin anhaltende Waldzerstörung ist der Bestand wahrscheinlich stark zurückgegangen und die Verbreitung fragmentiert worden. Wahrscheinlich umfasst der Bestand weniger als 10.000 Individuen und vermutlich ist er weiterhin stark rückläufig. Der Wellenohrspecht wird von der IUCN daher als gefährdet („vulnerable“) eingestuft.